# EBay
Az eBay Incorporated (eBay Részvénytársaság) az Amerikai Egyesült Államokban bejegyzett, internetes aukciós weboldal, amelyen bárki felkínálhatja eladásra bármilyen termékét vagy szolgáltatását.
Az eBay a NASDAQ-on jegyzett, nyílt részvénytársaság. Szlogenje a The World's Online Marketplace (magyarul: A Világ online piaca). 1995-ben alapították a kaliforniai San Joséban, ahol ma is megtalálható a székhelye. Kulcsemberei Meg Whitman vezérigazgató és elnök, illetve Pierre Omidyar alapító. 2004-ben 8100 főt foglalkoztatott. 2004-es árbevétele 3,27 milliárd amerikai dollár volt. Termékei: online aukciós üzleti modell, elektronikus kereskedelem, internetes üzletközpont, PayPal.

## Története
Az eBayt 1995-ben alapította Pierre Omidyar „AuctionWeb” néven, egy nagyobb személyes oldal részeként. Eredetileg az oldal az Echo Bay Technology Grouphoz tartozott, amely Omidyar tanácsadó cége volt. (A legtöbbször emlegetett történet, miszerint az eBayt a PEZ cukorkák műanyag adagolóinak csereberélésére hozták létre, ezt az áltörténetet 1997-ben a közönségkapcsolatokért felelős menedzser találta ki a médiának. Felmerült Adam Cohen 2002-es könyvében is, az eBay által megerősítve.) Omidyar megpróbálta regisztrálni az „EchoBay.com” doménnevet, de már foglalt volt, így jött létre a ma is ismert „eBay.com”. Az eBay főhadiszállása ma is a kaliforniai San Joséban található. Meg Whitman a cég vezérigazgatója és elnöke 1998 márciusa óta.

## Termékek és szolgáltatások
A termékek változatosak: háztartási eszközök, számítógépek, berendezési tárgyak, szórakoztatóelektronikai berendezések, gépjárművek és más egyéb cikkek milliói rendszerezve, eladásra felkínálva és eladva forognak naponta. Néhány dolog minőségi és értékes, míg más dolgok használtak, de antikvitás is jócskán akad köztük. A napi több ezer új tétel miatt lett az eBay a világ egyik legnagyobb online piaca, ahol majdnem mindent megtalálhatunk, illetve eladhatunk. Kivételt képeznek a speciális jogi szabályok alá tartozó cikkek (fegyverek, lőszerek, gyógyszerek stb.) és a szexuális termékek, ilyeneket nem lehet az eBayen árusítani.
Nagy nemzetközi cégek, mint például az amerikai IBM, árusítják legújabb termékeiket az eBayen, használva a licitálást, vagy a fix áras megoldást. A keresési lehetőség regionális szűkítése a kiválasztott áru gyorsabb és olcsóbb célbajuttatását teszi lehetővé. A szoftverfejlesztők alkalmazásokat fejleszthetnek az eBay-re az eBay API-n keresztül. 2005 júniusa óta 15 000 tagja van az eBay Developers Programnek (magyarul eBay Fejlesztői Program), akik segítségével olyan alkalmazásokat fejlesztettek ki, amelyek még jobban kiszolgálják az eladók és a vevők igényeit.
2004 júniusában az eBay tiltólistára tette az alkohol- és dohánytermékek árusítását a tulajdonában lévő egyesült királyságbeli ebay.co.uk oldalon. Néhány speciális ital ez alól kivételt képez, jellemzően azok, ahol az üveg sokkal többe kerül, mint a benne lévő alkohol.
Felmerültek problémák olyan termékekkel is, melyek sértik egyes népcsoportok érzéseit. 1999 végén egy férfi eladásra kínálta egyik veséjét az eBayen, hasznot remélve más emberek rászorultságából (nem mellékesen az emberi szervekkel való kereskedelem illegális az USA-ban). Más esetben emberek és egész városokat kínáltak eladásra, természetesen viccből, egyszer például egész Belgiumot, utalva az ország akkori zavaros belpolitikai állapotára. Alapesetben az eBay eltávolítja azokat a hirdetéseket, amelyek sértik a felhasználási feltételeket.
Az eBay latin-amerikai partnere a Mercadolibre.com, riválisai az Amazon.com és a Yahoo.com.

## Logófrissítés
2012 őszétől új logót vezettek be: a korábbi vastag, különböző méretű betűket egységes méretű, vékonyabb, modernebb betűtípusra cserélték, miközben a négyféle színezés megmaradt. Az új logó hivatalosan 2012. október 10-től jelent meg az eBay rendszerében.

Eredeti logó 1995–2012 között
Megújult logó 2012 októberétől

## Felvásárlások
- 1999. május: az eBay megszerezte a Billpoint online fizetési szolgáltatásokkal foglalkozó vállalatot, melyet leállított a PayPal felvásárlása után
- 1999: az eBay megvette a Butterfield & Butterfield aukciós házat
- 1999: 43 millió dollárért megvette az Allando aukciós házat, és átkeresztelte eBay Germanyre
- 2000. június: a Half.com felvásárlása
- 2001. augusztus: a latin-amerikai Mercado Libre, Lokau és iBazar aukciós oldalak megszerzése
- 2002. július: a PayPal megszerzése 1,5 milliárd dollár értékű részvényért
- 2003. július 11.: Kína vezető e-kereskedelmi cégének megvétele körülbelül 150 millió dollárért
- 2004. június 22.: az Indiai Baazee.com aukciós oldal felvásárlása 50 millió dollár készpénzért
- 2004. augusztus 13.: 25% részesedés szerzése a craigslist.org egyik részvényesének kivásárlásával
- 2004. szeptember: a koreai rivális Internet Auction Co. (IAC) 3 millió részvényének felvásárlása, részvényenkénti 125 000 koreai vonért (körülbelül 109 dollár)
- 2004. november: a Marktplaats.nl megvásárlása 225 millió euróért. Ez a holland cég birtokolta a hollandiai piac 80%-át.
- 2004. december 16.: a rent.com megvásárlása 30 millió dollár készpénzért és 385 millió eBay részvényért
- 2005. május: a Gumtree, az egyesült királyságbeli helyi apróhirdetési hálózat felvásárlása
- 2005. június: a Shopping.com megvásárlása 635 millió dollárért
- 2005. augusztus: a Skype, a VoIP technológia úttörőjének felvásárlása 2,6 milliárd dollár értékű készpénzért és részvényért

### Hamis eladók elleni védekezés
Az eBaynek többféle módszere van arra, hogy megakadályozza a hamis üzletek megkötését. A vásárló elküldi pénzét az eladónak, és bízik abban, hogy megkapja érte a kiszemelt terméket. A legtöbb üzlet sikeresen létrejön, de az eladások kis része csalásnak bizonyul. Az eBay szabályzata szerint csalásnak minősül:
- Fizetés után az árut nem küldik a vásárlónak
- Fizetés után nem a megjelölt terméket kapja a vásárló
- Fizetés után hibás áru postázása
- PayPal-csalók
- Hitelkártya-csalók
- Lopott dolgok árusítása

Ezek elleni védekezésként az eBayen minősítést lehet írni az eladókról és vevőkről az adásvétel lebonyolítása után. Egyes, sokat csalódott eladók kikötik, hogy csak olyannal üzletelnek, akinek van már bizonyos számú pozitív minősítése.